# Rivière Montmorency
Der Rivière Montmorency ist ein linker Nebenfluss des Sankt-Lorenz-Stroms in der kanadischen Provinz Québec.

## Flusslauf
Der Rivière Montmorency hat seinen Ursprung im Lac Subulé im Réserve faunique des Laurentides zwischen den beiden größeren Seen Lac Jacques-Cartier und Lac Malbaie. Er wird im Oberlauf von den benachbarten Seen Lac Montmorency und Lac Alyse gespeist. Der Rivière Montmorency fließt in überwiegend südlicher Richtung durch die Laurentinischen Berge der regionalen Grafschaftsgemeinde La Côte-de-Beaupré in der Verwaltungsregion Capitale-Nationale. Kurz vor seiner Mündung überwindet der Fluss den 83 m hohen Montmorency-Fall. Die Mündung in den Sankt-Lorenz-Strom gegenüber der Île d’Orléans befindet sich zehn Kilometer nördlich des Zentrums der Provinzhauptstadt Québec im Arrondissement Beauport. Der Rivière Montmorency hat eine Länge von 97 Kilometern. Das Einzugsgebiet umfasst 1101 km². Der mittlere Abfluss beträgt 35 m³/s.

## Wasserkraftanlagen
Etwa einen Kilometer oberhalb des Montmorency-Wasserfalls befindet sich seit 1908 die Barrage des Marches-Naturelles. In den Jahren 1994–1995 wurde das zugehörige Laufwasserkraftwerk (⊙) von Boralex erneuert. Es hat eine installierte Leistung von 4,5 MW bei einer Fallhöhe von 18,8 m.